# آلان لوماكس
آلان لوماكس (31 يناير 1915 - 19 يوليو 2002) اختصاصي أمريكي في الموسيقا الإثنية، اشتُهر بتسجيلاتٍ عديدة للموسيقا الشعبية خارج الإستديو في القرن العشرين. كان موسيقيًا، وفلكلوريًا، وأمينًا للأرشيف، وكاتبًا، وباحثًا، وناشطًا سياسيًا، ومؤرخًا شفهيًا، وصانع أفلام. أنتج لوماكس تسجيلات وحفلات موسيقية وبرامج إذاعية في الولايات المتحدة وإنجلترا، ولعبت جميعها دورًا مهمًا في الحفاظ على تقاليد الموسيقا الشعبية في كلا البلدين، وساعدت في إحياء الموسيقا الشعبية الأمريكية والبريطانية في الأربعينيات والخمسينيات وأوائل الستينيات. جمع لوماكس المواد هذه أولًا مع والده، عالِم الفولكلور وجامع التحف جون لوماكس، وبعد ذلك بمفرده ومع آخرين. سجل لوماكس آلاف الأغاني والمقابلات لأرشيف الأغنية الشعبية الأمريكية الذي كان مديرًا لها، في مكتبة الكونغرس على أقراصٍ من الألومنيوم والأسيتات.
بعد عام 1942، عندما أوقف الكونغرس تمويله المكتبة لجمع الأغاني الشعبية، واصل لوماكس جمع الأغاني بشكل مستقل في كل من بريطانيا وأيرلندا ومنطقة البحر الكاريبي وإيطاليا وإسبانيا والولايات المتحدة، باستخدام أحدث تقنيات التسجيل، وجمع مجموعة هائلة من أغاني الثقافة الأمريكية والعالمية. في مارس من عام 2004، حصلت المكتبة على المواد التي أُخذت وأُنتجت دون تمويل، الأمر الذي أدى إلى «جمع سبعين عامًا كاملة من أعمال آلان لوماكس معًا تحت سقف واحد في مكتبة الكونغرس، حيث وجدت مقرًا دائمًا لها هناك». مع بداية الحرب الباردة، واصل لوماكس دفاعه عن الدور العام الذي يؤديه الفولكلور، حتى مع اقتصار عمل علماء الفولكلور الأكاديمي على الداخل. كرّس لوماكس معظم الجزء الأخير من حياته للدفاع عما أسماه العدالة الثقافية التي سعى إلى وضعها على أساس نظري متين من خلال أبحاثه في قياسات الكانتومتريكس (التي تضمنت نموذجًا أوليًا لبرنامج تعليمي قائم على قياسات الكانتومتريكس، صندوق الموسيقا العالمي). في سبعينيات وثمانينيات القرن الماضي، قدم لوماكس المشورة لمهرجان الحياة الشعبية التابع لمؤسسة سميثسونيان وأنتج سلسلة من الأفلام عن الموسيقا الشعبية، بعنوان American Patchwork التي بُثت على قناة PBS في عام 1991. وفي أواخر السبعينيات من عمره، أكمل لوماكس مذكراته التي طال انتظارها بعنوان (1993) The Land Where the Blues، إذ ربط ولادة موسيقا البلوز بعمل السخرة (العمل لرد دَيْنٍ ما) والفصل العنصري والعمل القسري في الجنوب الأمريكي.
إن أعظم إرث للوماكس هو الحفاظ على تسجيلات الموسيقيين ونشرها في عديد من التقاليد الشعبية والبلوز في جميع أنحاء الولايات المتحدة وأوروبا. من بين الفنانين الذين اكتشفهم لوماكس وقدمهم إلى جمهور أوسع، عازف غيتار البلوز روبرت جونسون، والمغني المعارِض وودي غاثري، والمغني الشعبي بيت سيغر، والموسيقي الكونتري بورل آيفز، والمغنية الغيلية الإسكتلندية فلورا ماكنيل، ومغني البلوز الريفي ليد بيلي وميدي واترز، من بين عدة آخرين. وقال دون فليمنغ، مدير جمعية لوماكس للمساواة الثقافية: «عاش آلان حياته على الفتات فحسب، وغادر بلا مال». «وفعل كل ذلك من منطلق شغفه بالموسيقا، فوجد طرقًا لتمويل المشاريع الأقرب إلى قلبه».

## سيرة حياته

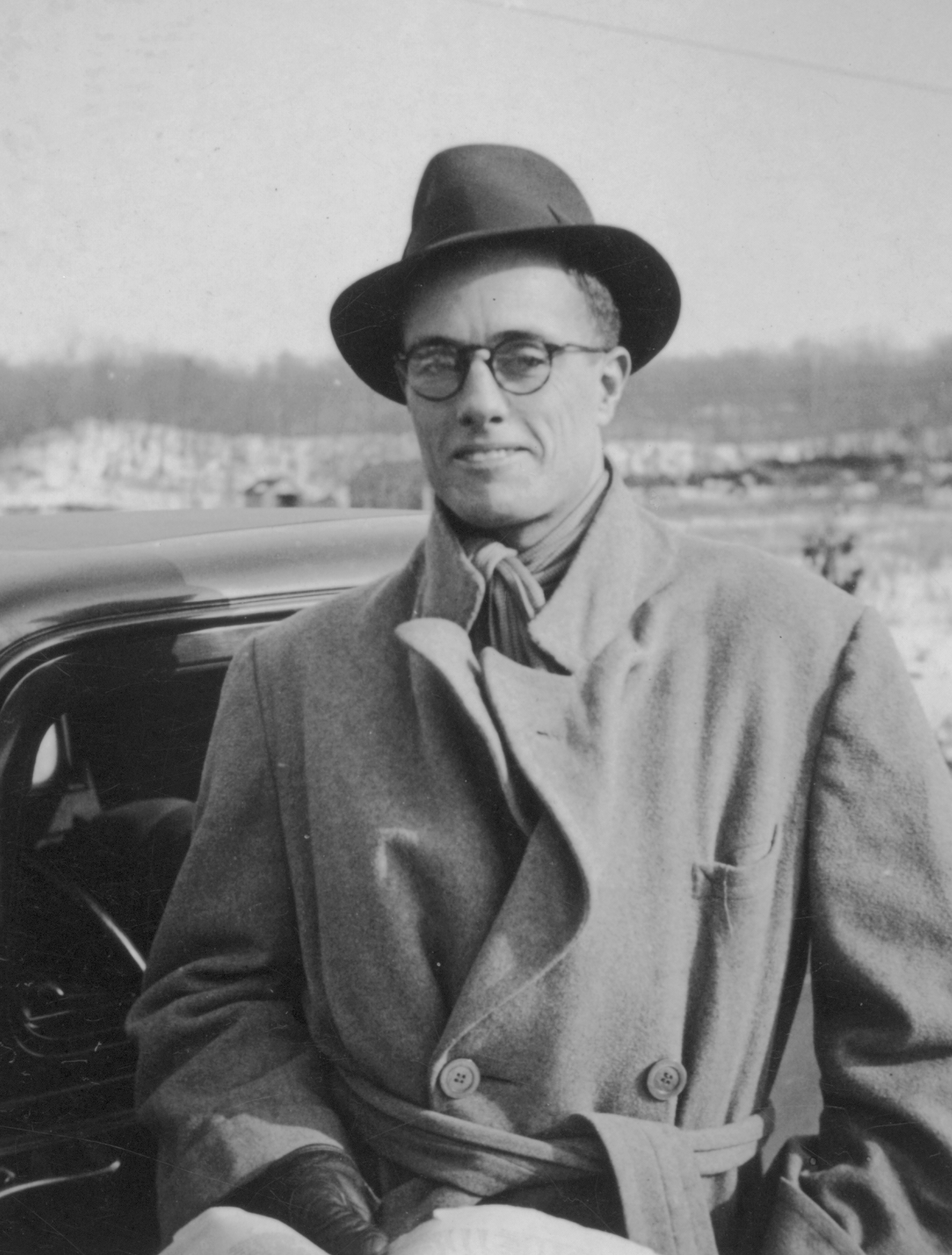
جون لوماكس جونيور - من مجموعة لوماكس من مكتبة الكونغرس

### النشأة
ولد لوماكس في أوستن، تكساس في عام 1915، وهو الثالث من بين أربعة أطفال ولدوا لبيس براون والباحث الرائد في الفولكلور والمؤلف جون أفري لوماكس. عمل اثنان من إخوته أيضًا في وظائف مهمة في دراسة الفولكلور: هما بيس لوماكس هاوز وجون لوماكس جونيور.
كان لوماكس الأكبر، أستاذًا سابقًا للغة الإنجليزية في جامعة تكساس A&M وشخصية شهيرة في الفولكلور وأغاني رعاة البقر (الكاوبوي) في تكساس، عمل إداريًا ثم أمينًا لجمعية الخريجين في جامعة تكساس.
تلقى لوماكس تعليمه في المنزل خلال مرحلة المدرسة الابتدائية، بسبب إصابته بالربو والتهابات الأذن المزمنة وصحته الضعيفة في طفولته بشكل عام. التحق لوماكس في دالاس، بمدرسة تيريل للبنين (مدرسة إعدادية صغيرة أصبحت فيما بعد مدرسة سانت مارك في تكساس). وبرع هناك ثم انتقل إلى مدرسة تشوت (الآن تشوت روزماري هول) في ولاية كونيتيكت لمدة عام، وتخرّج مع حصوله على المركز الثامن في صفه في سن 15 عامًا في عام 1930.
نظرًا لتدهور صحة والدته، وبدلًا من الذهاب إلى جامعة هارفارد كما أراد والده، التحق لوماكس بجامعة تكساس في أوستن. ذكر زميله في السكن، والتر غولدشميت الذي سيصبح في المستقبل عالم أنثروبولوجيا، أن لوماكس «ذكي بشكل مخيف، وربما يمكن تصنيفه على أنه عبقري»، على الرغم من أن غولدشميت يتذكر انفجار لوماكس غضبًا في إحدى الليالي في أثناء الدراسة: «اللعنة! أصعب ما كان عليّ إدراكه هو أنني لست عبقريًا». في جامعة تكساس، قرأ لوماكس نيتشه وطوّر اهتمامًا بالفلسفة. انضم للصحيفة المدرسية ديلي تكسان، وكتب قليلًا من الأعمدة فيها، لكنه استقال عندما رفضت نشر مقال افتتاحي كتبه حول تحديد النسل.
بدأ لوماكس في هذا الوقت أيضًا جمع تسجيلات موسيقية عن «الموسيقا العرقية» وأخذ مواعيدًا لزيارة النوادي الليلية التي يمتلكها السود، معرّضًا نفسه لخطر الطرد من تلك المجتمعات. توفيت والدته خلال فصل الربيع، وأُرسلت أخته الصغرى بيس البالغة من العمر 10 سنوات، للعيش مع عمتها. على الرغم من أن الكساد الكبير تسبب في انخفاض موارد عائلته بشكل سريع، إلا أن جامعة هارفارد قدمت مساعدات مالية كافية للوماكس البالغ من العمر 16 عامًا لقضاء سنته الثانية هناك. انخرط لوماكس في الفلسفة والفيزياء وتابع أيضًا دورة قراءة غير رسمية عن بعد في فلسفة أفلاطون وفلسفة ما قبل سقراط مع أستاذ جامعة تكساس ألبرت ب. بروغان. انخرط كذلك في السياسة الراديكالية إلا أنه أصيب بالتهاب رئوي فتأثرت درجاته ما قلص من فرص مساعدته المالية.
لذا أخذ لوماكس البالغ من العمر الآن 17 عامًا، استراحة من الدراسة وانضمّ إلى والده في رحلاته الميدانية لجمع الأغاني الشعبية لمكتبة الكونغرس، وشارك في تأليف قصص أمريكية وأغاني شعبية (1934) وأغاني شعبية زنجية كما غنتها ليد بيلي (1936). اكتمل جمعه الميداني الأول بدون والده مع الباحثة زورا نيل هيرستون والباحثة في الفلكلور ماري إليزابيث بارنيكل في صيف عام 1935. عاد إلى جامعة تكساس في ذلك الخريف وحصل على درجة البكالوريوس في الفلسفة بامتياز مع مرتبة الشرف، وعلى العضوية في جمعية فاي بيتا كابا في مايو من عام 1936. حال افتقاره إلى المال دون الالتحاق بمدرسة الدراسات العليا في جامعة شيكاغو على الفور كما أراد، لكنه تراسل لاحقًا وتابع دراساته العليا مع كل من ميلفيل جين هيرسكوفيتس في جامعة كولومبيا وراي بيردويستيل في جامعة بنسلفانيا.
تزوج آلان لوماكس من إليزابيث هارولد غودمان التي كانت آنذاك طالبة في جامعة تكساس، في فبراير من عام 1937. تزوجا لمدة 12 عامًا وأنجبا ابنة اسمها آن (عُرفت فيما بعد باسم آنا). ساعدته إليزابيث في التسجيل في هايتي وألاباما وأبالاشيا وميسيسيبي. كتبت إليزابيث أيضًا نصوصًا إذاعية لأوبرا شعبية تصوّر الموسيقا الأمريكية، بُثت عبر قناة خدمة بي بي سي المنزلية كجزء من نشاطات المجهود الحربي.
خلال خمسينيات القرن العشرين، وبعد طلاق إليزابيث من لوماكس، أجرت مقابلات مطولة لصالحه مع شخصيات الموسيقا الشعبية، بمن فيهم فيرا وارد هال والقس غاري ديفيس. أنجز لوماكس أيضًا عملًا ميدانيًا مهمًا مع إليزابيث بارنيكل وزورا نيل هيرستون في فلوريدا وجزر الباهاما (1935)؛ ومع الموسيقي جون ويسلي وورك الثالث ولويس جونز في ميسيسيبي (1942 و1941)؛ ومع المطربين الشعبيين روبن روبرتس وجان ريتشي في أيرلندا (1950)؛ ومع زوجته الثانية أنطوانيت مارشان في منطقة البحر الكاريبي (1961)؛ ومع شيرلي كولينز في بريطانيا العظمى وجنوب شرق الولايات المتحدة (1959)؛ ومع جوان هاليفاكس في المغرب؛ ومع ابنته أيضًا. وُثّقت أسماء كل أولئك الذين ساعدوه وعملوا معه بدقة في مكتبة الكونغرس وضمن التسجيلات الأخرى، وكذلك في كتبه وأفلامه ومنشوراته العديدة.